# Corps Alemannia-Thuringia Hannover zu Magdeburg
Das Corps Alemannia-Thuringia Hannover zu Magdeburg ist ein pflichtschlagendes und farbentragendes Corps (Studentenverbindung) in Magdeburg. Es entstand 1956 aus der Vereinigung der Corps Alemannia Hannover und Thuringia Dresden. Das Corps ist Mitglied im Hannoveraner Senioren-Convent. Es ist die einzige pflichtschlagende Verbindung vor Ort und allgemein das erste Corps in Magdeburg.

## Geschichte

### Corps Alemannia Hannover (1865–1956)
Am 1. Mai 1865 von Schülern der Realschule Hannover als Jugendbund mit den Farben schwarz–rot–gold gegründet, wurde Alemannia 1870 in die Landsmannschaft Alemannia mit den Farben grün–rot–gold umgewandelt und 1874 als Corps in den Weinheimer Senioren-Convent (WSC) aufgenommen.
Erste Kontakte mit dem Corps Thuringia Dresden aus dem Jahr 1875 mündeten zwei Jahre später in ein Freundschaftsverhältnis. Der Vertrag war bis zur Fusion 1956 der längste bestehende Freundschaftsvertrag im WSC. Dieses stark verwurzelte Verhältnis ist heute noch auf der Wachenburg dokumentiert: In der Burgschenke befindet sich ein Buntglasfenster mit den vereinten Wappen der Alemannia und Thuringia, das schon lange vor der Fusion 1956 geschaffen wurde. Eine solch gutes Verhältnis ohne Kartellverträge zwischen zwei Corps im WSC ist bis heute einmalig geblieben.
1900 ließ der Altherrenverein auf dem Grundstück Ecke Körnerstraße/Joseph-Straße (jetzt Otto-Brenner-Straße) ein eigenes Corpshaus errichten, das im Zweiten Weltkrieg zerstört wurde. Der Alemanne Emil Hartmann engagierte sich in besonderem Maße bei der Errichtung der Wachenburg in Weinheim. Auf seine Initiative ging die Spendensammlung zurück, die den Bau der Burg ermöglichte. Durch seinen Einsatz ist Weinheim heute als die „Zwei-Burgen-Stadt“ bekannt. Für seine Verdienste wurde er zum Ehrenbürger der Stadt Weinheim ernannt.
Anlässlich des 50. Stiftungsfestes 1915 sollte im Hannoveraner Stadtwald Eilenriede der "Alemannenstein" neben einer bei der Gründung des Corps gepflanzten Eiche gesetzt werden. Durch Kriegswirren konnte die Aufstellung durch das Corps, abgesegnet durch den Magistrat der Stadt Hannover, erst 1925 erfolgen. Noch heute ist dieses Denkmal dort zu besichtigen. In der Zeit des Nationalsozialismus wurde der VAH des Corps Alemannia aufgelöst und das Vermögen beschlagnahmt. Das Corps rekonstituierte am 14. November 1954.

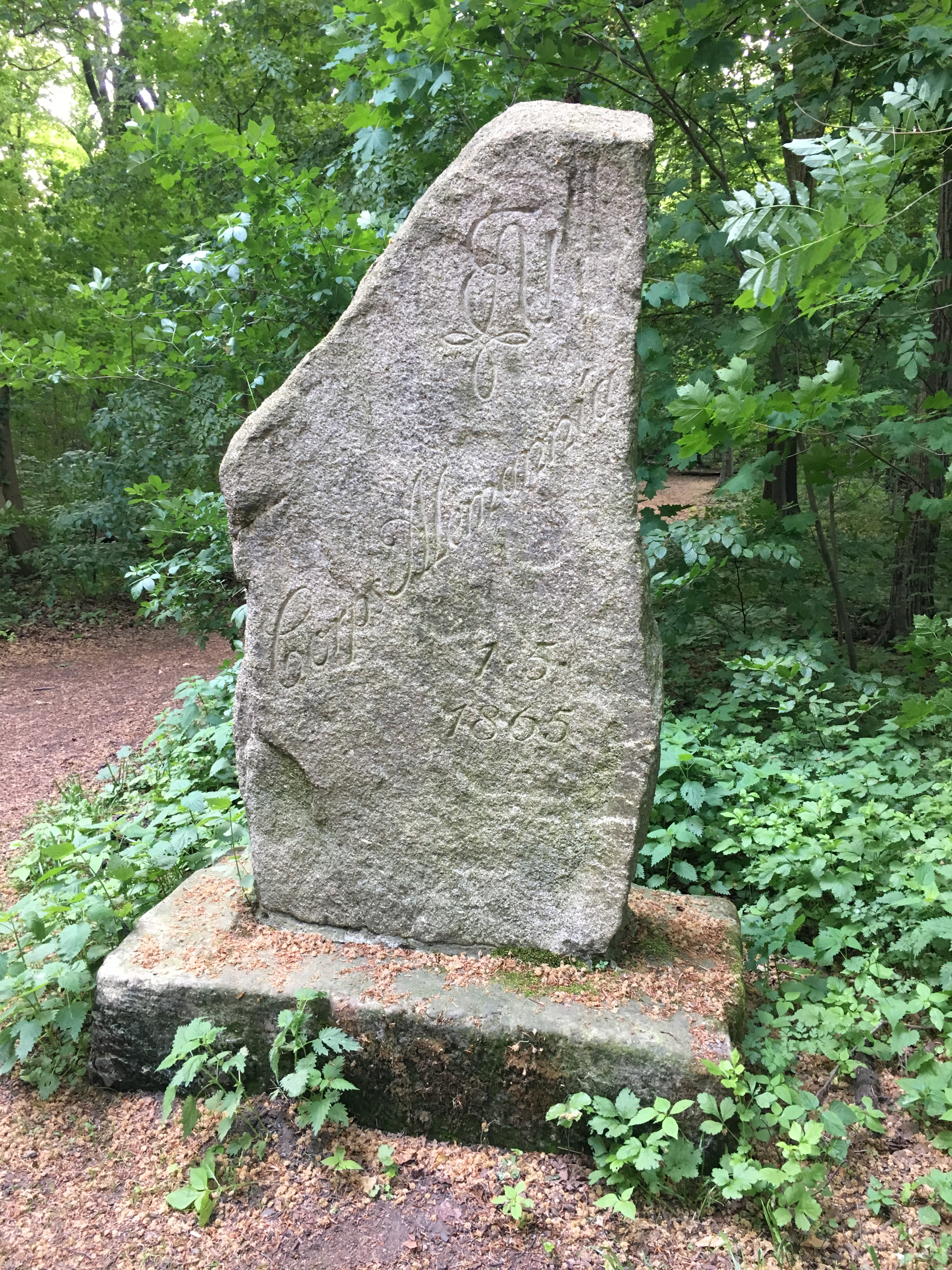
Gedenkstein für das Corps Alemannia im hannoverschen Stadtwald Eilenriede

### Corps Thuringia Dresden (1866–1956)
Thuringia Dresden wurde am 2. Juni 1866 durch vier Angehörige der Teutonia mit den Farben Schwarz-Blau-Weiß gegründet und 1876 in den WSC aufgenommen. Hintergrund der Neustiftung war, dass Teutonia nicht genügend Möglichkeiten hatte, ihre Partien abzudecken. 1877 schloss Thuringia den Freundschaftsverhältnis mit dem Corps Alemannia Hannover ab, 1892 dann auch mit dem Corps Bavaria Karlsruhe. 1910 gründete Thuringia zusammen mit den Corps Teutonia Dresden, Corps Teutonia Stuttgart, Corps Teutonia Freiberg, Corps Montania Clausthal und Corps Bavaria Karlsruhe den sogenannten Siebenerbund. Aus diesem wird 1984 der noch heute existierende Viererbund. 1919 wurden die Mitglieder der bisherigen Landsmannschaft Markomannia in das Corps aufgenommen. 1920 errichtete das Corps ein eigenes Haus in der Wiener Straße 32 in Dresden.
Thuringia wurde nach der Auflösung des Weinheimer Senioren-Convents und des Weinheimer Verbandes Alter Corpsstudenten 1936 ebenfalls aufgelöst. 1943 wurden die letzten Altherrenverbände verboten und geschlossen, das Verbindungseigentum (inklusive des Corpshauses) einer Kameradschaft zugewiesen. Am 2. Juni 1952 erfolgte die Rekonstitution in Karlsruhe, da eine Wiederaufnahme des Aktivenbetriebs in der DDR unmöglich schien. Im Vergleich zu den etablierten Karlsruher Corps konnte Thuringia dort aber nie Fuß fassen. Sie verfügte lediglich über schlecht beheizbare Räumlichkeit in einem Lokal und hatte somit deutlich schlechtere Voraussetzungen als andere Verbindungen mit ihren stattlichen Häusern.

### Corps Alemannia-Thuringia (ab 1956)
Am 24. November 1956 vereinigten sich die beiden Vorgänger-Corps zu einer gemeinsamen Verbindung mit Sitz in Hannover. Die Tradition der beiden Corps wird fortgeführt. Hierfür steht das Doppelwappen, der Doppelname und die Traditionspartie, welche im Namen des Corps Thuringia einmal im Semester geschlagen wird. 1965 erfolgte dann das 100. Stiftungsfest. 1970 erfolgte die Einrichtung eines Studentenhilfevereins, 1998–2000 erfolgte dann der Umbau des Corpshauses und Vermietung von Räumen an eine Einrichtung der Hochschule, das Corps selbst suspendierte im November 1999. Am 4. Februar 2006 wurde das Corps reaktiviert, diesmal in Magdeburg, wo 2007 das neue Corpshaus bezogen wurde.
In seiner neuen Heimat beteiligt sich das Corps rege am studentischen Leben. So wurden Gastvorträge an der Fakultät für Informatik organisiert und mehrfach stellte das Corps sein Haus für die Veranstaltungsreihe "Wohnzimmerkonzerte" zur Verfügung.

## Bekannte Mitglieder
In alphabetischer Reihenfolge
- Hans Reiner Böhm (1941–2024), Professor für Umwelt- und Raumplanung
- Wolfgang Bonte (1939–2000), Rechtsmediziner in Düsseldorf
- Otto Colberg (1870–1952), Bauingenieur, Pionier des Stahlbetonbaus
- Rudolf Dempwolff (1919–1991), Bauingenieur
- Klaus DeParade (1938–2012), Energiemanager, 2010 bis 2011 Vorsitzender des Weinheimer Verbandes Alter Corpsstudenten
- Walter Drechsel (1902–1977), Bundestagsabgeordneter der FDP
- Werner Hahmann, (1883–1977), Maler und Graphiker
- Emil Hartmann, Ingenieur, Miterbauer der Wachenburg[10], seit 9. Mai 1928 Ehrenbürger der Stadt Weinheim[11]
- Rudolf Hobohm (1859–1933), Ingenieur und kommissarischer Bürgermeister von Saarbrücken
- Michael Kühne (* 1949), Metrologe
- William Lossow (1852–1914), Architekt
- Adolph Nägel (1875–1939), Professor für Kolbenmaschinen, Rektor der TH Dresden
- Otto Oesterhelt (1883–1945), Professor für Geodäsie
- Robert Primavesi (1854–1926), österreichischer Unternehmer, Großgrundbesitzer und Parlamentsabgeordneter
- Adolf Prinzhorn (1847–1913), Direktor der Continental-Caoutchouc & Gutta-Percha Compagnie (heute Continental AG)
- Wilhelm Thiele (1873–nach 1945), Architekt
- Franz Trinks (1852–1931), Erfinder der ersten schreibenden Rechenmaschine
- Otto Friedrich Weinlig (1867–1932), Industrieller